# Paolo Chimeri
Paolo Chimeri (Lonato, 26 maggio 1852 – Brescia, 4 aprile 1934) è stato un musicista, pianista e compositore italiano, direttore d'orchestra e di coro, fu un animatore della vita musicale di Brescia a cavallo tra Ottocento e Novecento..

## Biografia
Nato da Filippo e da Maria Frera, apprese dal padre, anch'egli musicista, le prime nozioni di quest'arte che poi perfezionò a Brescia dove si era spostato seguendo la famiglia. Imparò a suonare il pianoforte e ne divenne precocemente un virtuoso.Nel 1859, a soli sette anni, diede un concerto a favore dei feriti della Seconda guerra d'indipendenza e, nel 1862, si distinse eseguendo in pubblico la brillante «Fantasia sulla Norma di Bellini» del compositore austriaco Sigismund Thalberg.
Aveva quattordici anni quando gli fu affidato l'incarico di istruttore del coro del «Teatro Grande» di Brescia; compito che svolse con tale impegno e competenza che il maestro Franco Faccio, ritenuto il più prestigioso direttore d'orchestra dell'epoca, lo segnalò a Giuseppe Verdi per una analoga mansione al Teatro alla Scala di Milano. Il Chimeri tuttavia declinò questa offerta, in parte per naturale modestia, in parte considerando la propria giovane età. Al «Teatro Grande» diresse varie stagioni e nel 1868 fu anche direttore del «Teatro Guillaume» di Brescia..
Nel corso dell'anno successivo, aveva solo diciassette anni, assieme ad Antonio Bazzini fu tra i fondatori della bresciana «Società dei Concerti» di cui assunse la direzione dell'orchestra e di cui fu pure consigliere dal 1878 al 1934.
Collaborò col maestro Faccio nell'organizzazione delle stagioni musicali estive di Brescia e per alcuni anni diresse numerosi concerti sia presso il «Teatro Grande» che presso altri teatri italiani, ma rinunciò alla contemporanea direzione di stagioni liriche in quanto desiderava avere più tempo da dedicare alle attività che egli sentiva come più congeniali come la composizione musicale e l'insegnamento del pianoforte. 
Purtuttavia, nell'arco di molti anni fece parte delle commissioni di esame del Conservatorio musicale Giuseppe Verdi di Milano.
Compose musica pianistica e corale oltre a romanze da salotto sullo stile di quelle coeve di Paolo Tosti che egli ammirava.

Ebbe tra i suoi allievi i compositori e pianisti Carlo Capra, Giacomo Benvenuti, Giovanni Tebaldini, Isidoro Capitanio e Arturo Benedetti Michelangeli.

Raggiunti i limiti di età si ritirò dedicandosi all'educazione musicale delle 
orfane di guerra del «Pio istituto Rossini» per le quali scrisse varie composizioni su versi del poeta bresciano Angelo Canossi. Il pittore Gaetano Cresseri in un suo dipinto lo ritrae seduto al pianoforte mentre insegna il canto a un gruppo di orfanelle del «Pio istituto Rossini».
 Morì a Brescia il 4 aprile 1934. Per molti anni era stato una personalità di spicco nel panorama culturale della sua città di adozione.

### Annotazioni
1. ↑   Suo padre, Filippo Chimeri, aveva composto l'opera «Edmonda di Valenza» rappresentata a Mantova nel 1845.
2. ↑  «...con la sua attività di direttore di cori e d'orchestra, di insegnante di pianoforte, di compositore e concertatore di opere teatrali, dominò l'ambiente musicale di Brescia, lasciandovi tracce profonde per oltre cinquanta anni...». Enza Venturini su Dizionario Biografico Treccani.

### Fonti
1. 1 2 3 4 5 6 7   Enza Venturini, Chimeri Paolo, su Dizionario Biografico degli Italiani Treccani, XXIV, 1º gennaio 1980. URL consultato il 2 gennaio 2022.
2. 1 2 3 4 5   Antonio Fappani, Chimeri Paolo, su Enciclopedia Bresciana, Brescia, Fondazione Civiltà Bresciana. URL consultato il 26 aprile 2022.
3. ↑   Gaetano Cresseri, pittore, Ritratto di Paolo Chimeri al pianoforte, su Lombardia beni culturali. URL consultato il 29 aprile 2022.